# 영광 매간당 고택
영광 매간당 고택(靈光 梅磵堂 古宅)은 대한민국 전라남도 영광군 군남면 동간리에 있는 조선시대의 가옥이다. 1998년 1월 5일 대한민국의 국가민속문화재 제234호로 지정되었다.

## 개요
평야가 보이는 산 아래 자리잡은 연안 김씨의 집성촌에 지어진 조선 후기의 옛집이다. 16세기 중엽에 김영(金榮)이 군수로 부임하는 숙부 김세공을 따라 영광에 온 이후 연안 김씨 직강공파가 이곳에 정착하게 되었다고 한다. 풍수지리상 '매화꽃이 떨어지는 형국' 또는 '학 형국'이라고 일컬어지는 길지(吉地)에 넓게 자리잡은 북향집으로 연안 김씨의 종가이다. 고종 5년(1868)에 지었으며, 아래채는 1942년에 지은 것이다.
사랑마당을 중심으로 사랑채·서당·마부집·연못 등을 배치하였고, 중문을 통하여 안으로 들어서면 안마당을 중심으로 안채와 아래채가 자리잡고 있다. 사당은 언덕 뒷편 약간 경사진 곳에 있으며, 오른쪽으로 안채의 뒷마당과 통하게 되어있다. 사랑채의 남쪽에 배치된 서당 옆에 있는 넓은 연못은 지금은 터만 남아있다.
바깥대문은 '현소유자의 14대·9대·8대조가 효성이 지극하다'하여 나라에서 세워준 정려문이다. 2층 누각형대문으로 '삼효문'이라 한다. 옆으로 대문 1칸을 두어 평상시에 사용하고 삼효문은 집안의 중요한 의례가 있을 때만 열게 된다. 현판은 고종의 형인 이재면이 썼다고 한다.
건물·연못·담장 등이 지을 당시대로 잘 유지·보존되고 있으며, 대대로 물려온 교지·관복·호패 등 100여점에 달하는 유품을 소장하고 있다. 조선 후기 양반집의 규모와 배치 등을 알 수 있게 해주는 지방 상류주택의 대표적인 예로 매우 중요하다.

## 참고 자료
- 영광 매간당 고택 - 국가유산청 국가유산포털